# NGC 975
NGC 975 est une galaxie lenticulaire située dans la constellation de la Baleine. NGC 975 a été découverte par l'astronome américain Lewis Swift en 1884.

## Caractéristiques
Sa vitesse par rapport au fond diffus cosmologique est de 5 871 ± 18 km/s, ce qui correspond à une distance de Hubble de 86,6 ± 6,1 Mpc (∼282 millions d'al).

## Supernova
La supernova SN 2012E a été découverte dans NGC 975 le 14 janvier 2012 par les astronomes amateurs canadien Jack Newton et américain Tim Puckett. Cette supernova était de type Ia.